# Kampen med Postrøverne
Kampen med Postrøverne (originaltitel The Silent Stranger) er en amerikansk stumfilm fra 1924 instrueret af Albert S. Rogell.

## Medvirkende
- Fred Thomson som Jack Taylor
- Hazel Keener som Lillian Warner
- George B. Williams som Warner
- Richard Headrick som Laddie Warner
- Frank Hagney som Dick Blackwell
- Horace B. Carpenter som Sam Hull
- Bud Osborne som Law Sleeman
- Bob Reeves som Turner
- George Nichols som Silas Horton